# Nicola Nimac
Nicola Nimac (* 8. Dezember 1981 in Split) ist ein kroatischer Skeletonpilot.
Nicola Nimac lebt in Split und begann 2002 mit dem Skeletonsport. Seitdem gehört er auch dem Nationalkader seines Landes an. Sein erstes Skeleton-Europacup-Rennen bestritt er im Dezember 2003 in Altenberg, wo er auf den 30. Rang fuhr. Es folgten bis 2005 weitere Einsätze im Europa- und Challenge-Cup. Im November 2005 debütierte Nimac in Calgary im Skeleton-Weltcup und belegte dort Platz 37. Bisheriger Karrierehöhepunkt wurde für den Kroaten die Teilnahme an den Olympischen Winterspielen 2006 von Turin, wo er beim Wettkampf in Cesana Pariol den 26. Platz belegte. Bestes Weltcup-Ergebnis wurde Platz 33, den er im Februar 2007 in Königssee erreichte. Zugleich war es die Skeleton-Europameisterschaft 2007, in dieser Wertung wurde Nimac 21. Bei der Skeleton-Anschubweltmeisterschaft 2007 in Split belegte er Rang sieben.